# Loi de 1982 sur le Canada
Lire en ligne

(en) Site officiel

La Loi de 1982 sur le Canada (anglais : Canada Act 1982) est une loi du Royaume-Uni qui approuve la Loi constitutionnelle de 1982 et abroge le pouvoir du Parlement britannique de légiférer pour le Canada, réalisant ainsi le rapatriement de la Constitution du Canada et consacrant la souveraineté totale du Canada.
La version française de cette loi y est annexée avec la Loi constitutionnelle de 1982, qui fut rédigée dans les deux langues officielles du Canada. Il s'agit de la seule loi du Parlement britannique qui ait été rédigée à la fois en anglais et en français.

## Historique
Le cheminement du Canada vers l'auto-gouvernance politique commença avec l'Acte de l'Amérique du Nord britannique de 1867 (renommé Loi constitutionnelle de 1867 par la Loi constitutionnelle de 1982). Cet acte créa la fédération canadienne moderne en combinant la Province du Canada (aujourd'hui l'Ontario et le Québec), la Nouvelle-Écosse et le Nouveau-Brunswick en un dominion au sein de l'Empire britannique. Le Canada adopta un système de gouvernement parlementaire de type Westminster. Un gouverneur général exerçait les devoirs constitutionnels du souverain britannique en terre canadienne.
Malgré cela, le Royaume-Uni avait toujours le pouvoir de légiférer au Canada. Le Statut de Westminster de 1931 enleva ce pouvoir au Parlement britannique concernant le Canada, ainsi que pour les autres Dominions (l'Australie, l'État libre d'Irlande, la Nouvelle-Zélande, l'Union de l'Afrique du Sud, et Terre-Neuve). Également, le deuxième Acte de l'Amérique du Nord britannique de 1949 fut voté par le parlement britannique, accordant au Parlement du Canada d'importants pouvoirs pour modifier sa Constitution. Toutefois, une loi du Parlement britannique était toujours nécessaire afin de faire certaines modifications à la Constitution canadienne.
Ce délai dans le rapatriement de la Constitution du Canada était largement dû à un manque de consensus sur un mécanisme de modification constitutionnelle qui serait acceptable pour toutes les provinces, surtout le Québec.

## Promulgation de la loi
La Loi de 1982 sur le Canada fait suite à la dernière requête du Parlement canadien pour modifier la constitution du pays. Après des négociations peu prometteuses avec les gouvernements provinciaux, Pierre Elliott Trudeau commence finalement à espérer que le Parlement fédéral peut rapatrier la Constitution du Canada de façon unilatérale ; toutefois, la Cour suprême du Canada jugea, dans le Renvoi sur le rapatriement, qu'un niveau substantiel de consentement de la part des provinces était nécessaire selon les conventions constitutionnelles (quoique pas en droit). Trudeau réussit à convaincre neuf provinces sur dix en ajoutant la disposition dérogatoire pour limiter la mise en œuvre de la Charte canadienne des droits et libertés. Le Québec est la seule province à ne pas adhérer à cette entente qu'est l'Accord constitutionnel du 5 novembre 1981 sur le rapatriement de la Constitution du Canada.
Il n'y a eu aucune objection de la part du gouvernement britannique quant à l'adoption de la Loi, et plusieurs députés furent surpris qu'une telle anomalie existe toujours.[réf. nécessaire] Dans l'article 2 de la Loi de 1982 sur le Canada, le Royaume-Uni met fin à sa participation dans de futures modifications de la Constitution canadienne.
La Loi de 1982 sur le Canada reçoit la sanction royale le 29 mars 1982 et sa proclamation par Élisabeth II, reine du Canada, se déroule un 17 avril 1982 pluvieux sur la colline du Parlement à Ottawa. La reine Élisabeth II, puis ses successeurs, demeurent monarques et chefs d'État du Canada. Ses pouvoirs constitutionnels sur le Canada ne furent pas modifiés par la Loi constitutionnelle de 1982. Le Canada est pleinement souverain sur son territoire et le rôle de la reine est distinct de son rôle de monarque britannique.

## Sanction royale
Bien que la Loi de 1982 sur le Canada ait reçu la sanction royale le 29 mars 1982 à Londres, ce ne fut que lorsque la reine vint au Canada que la Loi constitutionnelle de 1982, son équivalent canadien, qui est en fait l'annexe B de la Loi de 1982 sur le Canada, est proclamée le 17 avril 1982 par lettres patentes comme un texte réglementaire de la reine lors de sa visite au Canada.